# 細尖尾鱂
細尖尾鱂（學名：Tomeurus gracilis），為輻鰭魚綱鯉齒目鯉齒亞目花鳉科的其中一種，分布於南美洲委內瑞拉的淡水流域，體長可達3.3公分，棲息在沙泥底質的溪流、河口區，屬肉食性，生活習性不明。
其种加词来源于拉丁文“gracilis”，意为“纤细的”。